# Borbacha punctipardaria
Borbacha punctipardaria är en fjärilsart som beskrevs av Holloway 1982. Borbacha punctipardaria ingår i släktet Borbacha och familjen mätare. Inga underarter finns listade i Catalogue of Life.